# 윌리엄 챔버스
글래노미스튼의 윌리엄 챔버스(William Chambers of Glenormiston) 또는 윌리엄 챔버스 또는 윌리엄 체임버즈(William Chambers,1800년 4월 16일, 피블스 ~1883년 5월 20일, 에딘버러)는 스코틀랜드 출신의 출판가이자 정치가이다. 로버트 챔버스(Robert Chambers)의 형으로 이들 형제는 W&R 챔버스(W&R Chambers) 출판사를 세우고 운영한 비즈니스 파트너였다. 챔버스 형제는 19세기 중반 과학 및 정치계에서 영향력을 발휘했다.

## W&R 챔버스 출판사
1832년 초, 윌리엄 챔버스(William Chambers)는 챔버스의 에딘버러 저널 (Editors of Journal of Literature, Science and Arts)으로 주간 간행물을 발간했는데, 그의 동생인 로버트 챔버스(Robert Chambers)는 처음에는 기고가였다. 14개의 쟁점이 등장한 후, 로버트(Robert)는 그의 형과 공동 편집장이되었고, 그의 협력은 저널의 성공에 무엇보다 기여했다. 1832년 9월부터 두 형제는 W&R 챔버스 출판사(W. & R. Chambers Publishers)의 출판사를 결성했다. 이 회사는 20세기 후반들어 챔버스 하랩 출판사(Chambers Harrap Publishers)의 일부가되었다.

## 기념
|                                                                                                 |                                  |                                                                                             |
| 윌리엄 챔버스의 기념 동상 , 에든버러의 챔버스 가(街)에 세워진 조각가 존 린드(John Rhind)의 작품 | 윌리엄 챔버스의 기념 동상의 흉부 | 피블스묘지의 윌리엄 챔버스 기념비 (그는 그렇게 견디고 극복했다. 'He that tholes overcomes') |

## 영어사전
챔버스 사전(The Chambers's Dictionary , TCD)은 1872년 스코트랜드의 윌리엄 챔버스(William Chambers)와 로버트 챔버스(Robert Chambers)에 의해 "챔버스의 영어사전"으로 처음 출판되었었다. 이것은 제임스 도날드가 편집한 1867년 챔버스 어원 사전의 확대판이었다. 1898년에 두 번째 판이 나왔고 1901년에 챔버스즈 20세기 사전(Chambers's Twentieth Century Dictionary)이라는 새로운 '챔버스TCD'판이 그 뒤를 이었다., 이를 사용한 챔버스 계열의 영어사전 앱(어플리케이션)을 인터넷에서 찾아볼 수 있다.

## 같이 보기
- 챔버스 영어사전
- 웹스터 영어사전